# 太陽とヘミングウェイ (アルバム)
『太陽とヘミングウェイ』（たいようとヘミングウェイ）は、2000年8月23日に発売された今井美樹の12作目のオリジナル・アルバム。発売元は、ワーナーミュージック・ジャパン。

## 概要
前作『未来』以来、オリジナルとしては1年9か月ぶりのリリースとなるアルバム。今井自身が特別出演したNTVドラマ『蘇える金狼』の主題歌「SLEEP MY DEAR」、主演を務めたフジテレビ系ドラマ『ブランド』の主題歌「Goodbye Yesterday」など、テレビ番組のテーマソングが多数収録されている。プロデュースは布袋寅泰。初回プレス盤はスペシャル・ブックレット仕様となっている。
アルバムのマスタリング作業は、今井の作品を数多く手掛けたニューヨーク・スターリングサウンドのグレッグ・カルビが担当している。

## 収録曲

### CD
| 全作曲: 布袋寅泰、全編曲: 布袋寅泰（特記以外）。 |                                                  |           |            |      |
| #                                                | タイトル                                         | 作詞      | 作曲・編曲 | 時間 |
| 1.                                               | 「太陽とヘミングウェイ」                         | 布袋寅泰  | 布袋寅泰   | 5:35 |
| 2.                                               | 「Goodbye Yesterday」                            | 布袋寅泰  | 布袋寅泰   | 5:11 |
| 3.                                               | 「愛はメリーゴーランド」                         | 岩里祐穂  | 布袋寅泰   | 5:17 |
| 4.                                               | 「Have you ever loved somebody?」                | 布袋寅泰  | 布袋寅泰   | 4:25 |
| 5.                                               | 「WILD BOY」                                     | 今井美樹  | 布袋寅泰   | 3:52 |
| 6.                                               | 「BUTTERFLY IN THE DARK」                        | 布袋寅泰  | 布袋寅泰   | 5:42 |
| 7.                                               | 「月夜の恋人たち」(ストリングス編曲：菅野よう子) | 布袋寅泰  | 布袋寅泰   | 5:18 |
| 8.                                               | 「LONELY」                                       | 布袋寅泰  | 布袋寅泰   | 5:10 |
| 9.                                               | 「ふたり」                                       | 今井美樹  | 布袋寅泰   | 5:56 |
| 10.                                              | 「close your eyes」                              | 今井美樹  | 布袋寅泰   | 5:21 |
| 11.                                              | 「SLEEP MY DEAR」                                | 布袋寅泰  | 布袋寅泰   | 5:02 |
| 合計時間:                                        | 合計時間:                                        | 合計時間: | 56:49      |      |

## 演奏
- 今井美樹
  - Vocal
  - Chorus (#1.3.5.6.7.9.10.11)
  - Backing Vocals (#2)
- 布袋寅泰
  - Guitar (#All)
  - Keyboards (#1.3-7.9.10.11)
  - Bass (#4.7.9)
  - Kaoss Pad (#10)
  - Backing Vocals (#2)
  - Chorus (#3.4)
- 山木秀夫：Drums (#1-5.7.8.10)
- 村田陽一
  - Trombone (#1.5.8)
  - Bass Trombone & Euphonium, Horn Arrangement, Strings Arrangement (#3)
  - Tenor Sax, Orchestra Arrangement (#8)
- 山本拓夫
  - Flute (#1)
  - Sax (#3.5)
- 狩野環
  - Backing Vocals (#2)
  - Chorus (#4.7.9.11)
- 渡邉貢：Bass (#3.5)
- Paula Johnson, Wanda D.P. Johnson：Chorus (#3.5)
- 桑野聖ストリングス：Strings (#3.8)
- JET SETS：Chorus (#4.7)
- 荒木敏男、西村浩二：Trumpet (#5)
- 竹野昌邦：Sax (#5)
- 中西俊博：Electric Violin (#6)
- Davina Wright：Chorus (#6)
- 金原千恵子ストリングス：Strings (#7)
- 菅野よう子：Strings Arrangement (#7)
- 高水健司：Bass (#8)
- 市川秀男：Piano (#8)
- ボブ・ザング：Alto Sax (#8)
- 吉田治：Clarinet, Alto Sax (#8)
- 広原正典、奥村晃：Trombone (#8)
- 南浩之、有馬純晴、堂山敦史：Horn (#8)
- 川島裕二
  - Keyboards (#9.10)
  - Piano (#10)
- 吉田美奈子：Background Vocals (#11)